# Meritum (komputer)
Meritum – rodzina komputerów osobistych wzorowana i kompatybilna z TRS-80 Model I (BASIC Level II) produkowana w latach 80. XX wieku przez Zakłady Urządzeń Komputerowych Mera-Elzab w Zabrzu przy współpracy firmy polonijnej ITM. Wyprodukowano trzy modele komputera: Meritum I, Meritum II oraz tylko w serii próbnej Meritum III.
Był pierwszym masowo produkowanym małym komputerem w Polsce. Znalazł zastosowanie jako sterownik przemysłowy, w instytucjach badawczych, a w szkołach jako narzędzie nauczania informatyki. Nazwa komputera łączy w sobie Mera i ITM.
Nigdy nie zdobył popularności, głównie ze względu na małą liczbę wyprodukowanych egzemplarzy, gorsze parametry techniczne od innych dostępnych na rynku urządzeń i małą dostępność oprogramowania. Często zarzucaną wadą był brak trybu graficznego.
Komputer w momencie debiutu był już konstrukcją przestarzałą, bazującą na projekcie TRS-80, pochodzącym z roku 1977. Był rozwiązaniem kompromisowym w czasach kryzysu i braku dostępu do nowoczesnych komponentów. Szczególnie w pierwszej połowie lat 80. XX wieku, kiedy nie było żadnej alternatywy, był ciekawą propozycją dla odbiorców potrzebujących małego systemu komputerowego. Później wraz z pojawieniem się innych rozwiązań stawał się coraz bardziej archaiczny pomimo wprowadzanych modyfikacji. W ankiecie z 1987 roku czasopisma „Komputer” 2% czytelników miało możliwość używania komputera Meritum i był to najniższy wynik.
W materiałach producenta, a potem powielanych w literaturze, znajduje się informacja, że komputer był wzorowany na TRS-80 Model II. Jest to nieścisłość, ponieważ chodzi o TRS-80 Model I, ale z drugą 12 KiB wersją ROM z BASIC licencjonowanym od Microsoft. Tandy Corporation używała oznaczenia tej wersji jako Level II w odróżnieniu od historycznie pierwszej 4 KiB wersji ROM Level I. Specyfikacja TRS-80 Model II znacząco odbiega od Meritum, w szczególności Model II posiadał tryb tekstowy 80×24, gdy Meritum 64×16 typowy jedynie dla urządzeń bazujących na Model I.

## Historia

### TRS-80
W roku 1977 firma Tandy Corporation wypuściła na rynek jeden z pierwszych komputerów osobistych przeznaczonych dla masowego odbiorcy TRS-80; później również nazywany TRS-80 Model I dla odróżnienia od innych produktów. Komputer zyskał sporą popularność w USA, gdzie dostępny był w sieci sprzedaży RadioShack należącej do Tandy. Dostępna była spora biblioteka programów. Z końcem 1980 roku produkcja została wstrzymana, model został zastąpiony przez TRS Model III. W roku 1983 Model III został zastąpiony przez TRS-80 Model 4 produkowany aż do 1991 roku.
Z początkiem lat 80. XX wieku w związku z dość szybkim rozwojem branży komputerowej, konstrukcja TRS-80 stała się przestarzała tym bardziej że reprezentowała wraz z Apple II i Commodore PET pierwszą generację komputerów osobistych. Popularność komputera malała, a w związku z tym malała liczba dostępnego oprogramowania.
W Polsce, która znajdowała się w tym czasie w bloku państw socjalistycznych, komputer był zupełnie nieznany. Brak było dostępnego oprogramowania, jak i literatury.

### Sytuacja w Polsce
W Polsce na początku lat 80. XX wieku pogłębiał się kryzys gospodarczy spowodowany m.in. zadłużeniem zagranicznym PRL, stanem wojennym w latach 1981–1983 oraz sankcjami gospodarczymi nałożonymi przez Stany Zjednoczone w wyniku stanu wojennego.
Dostęp do najnowszych technologii był utrudniony przez politykę zachodu (komitet CoCom) wobec krajów bloku wschodniego, embargo USA i podziały polityczne wewnątrz PRL. Oprócz tego zakup w tzw. II obszarze płatniczym (kraje zachodnie) wymagał posiadania obcych walut, a te były przydzielane wg uznania władz centralnych.
Centralnie sterowany przemysł nastawiony był na produkcję dużych komputerów typu mainframe, np. Odra i osprzętu do nich. Nie istniał żaden mały komputer w niskiej cenie dostępny dla indywidualnych odbiorców. Na początku lat 80. XX w. dostępny był w oficjalnych kanałach sprzedaży Sinclair ZX-81, inne komputery były dostępne tylko przez prywatny import. Przywóz urządzeń z krajów zachodnich, gdzie komputery osobiste pojawiły się pod koniec lat 70. XX w., był utrudniony zarówno przez kwestie polityczne – brak swobody wyjazdów, jak i finansowe – złotówka nie była wymienialna, a jej siła nabywcza niska.

#### Mera-Elzab
Na początku lat 80. XX wieku firma znajdowała się w grupie 500 największych polskich przedsiębiorstw przemysłowych i 100 największych eksporterów. Produkowała terminale, monitory i komputery jak np. ComPAN 8, nie zajmowała się jednak produkcją urządzeń dla masowego odbiorcy.

### Projekt Meritum

#### Założenia projektowe
Prace konstrukcyjne nad Meritum rozpoczęły się w 1982 roku. W Mera-Elzab analizowano możliwość podjęcia produkcji małego systemu komputerowego wzorowanego na jednym z istniejących zachodnich rozwiązań. Brano pod uwagę następujące aspekty:
1. składowe systemu: procesor, układy peryferyjne i pamięci dostępne w krajach socjalistycznych,
2. możliwość podłączenia do telewizora lub taniego monitora,
3. oprogramowanie w pamięci stałej,
4. magnetofon jako pamięć masowa,
5. możliwość podłączenia istniejących urządzeń peryferyjnych (drukarka, czytnik i perforator taśmy dziurkowanej).

Przewidywano, że komputer ze względu na cenę będzie trudno dostępny dla użytkowników indywidualnych. Jego zastosowanie widziano raczej w instytucjach badawczych, na uczelniach lub przemyśle, gdzie mógł być użyty jako sterownik przemysłowy.
Na podstawie powyższych założeń wybrano TRS Model I z BASIC Level II. Był to komputer używający procesora Zilog Z80, który mógł być zastąpiony przez produkowany w NRD U880. Do Z80 i U880 mogły być użyte układy peryferyjne produkowane w Polsce przez zakłady CEMI dla procesora MCY7880 – odpowiednika Intel 8080. Początkowo rozważano również użycie polskich pamięci RAM, ale ich produkcja nie wyszła nigdy z fazy planowania. Ostatecznie użyto pamięci produkcji ZSRR.
Ponieważ żaden z krajów RWPG nie produkował odpowiednika procesora MOS 6502 automatycznie eliminowało to oparte na nim inne popularne komputery takie jak Apple II i Commodore PET. Inny prosty komputer bazujący na Z80 – Sinclair ZX81 odrzucono, uważając, że nie nadaje się do zastosowań profesjonalnych.
Pomysłodawcami komputera był Zygmunt Korga, późniejszy dyrektor techniczny Mera-Elzab i Paweł Podsiadło, pracownik firmy polonijnej ITM. Prywatnie znali się z czasów studiów na Politechnice Śląskiej, gdzie studiowali na jednym roku.
Zawartość ROM z BASIC została zakupiona od firmy ITM. Była to kopia ROM z TRS-80 Model I BASIC Level II z niewielkimi zmianami.

#### Produkcja
Meritum zaprezentowano publicznie po raz pierwszy na Międzynarodowych Targach Poznańskich jesienią 1983 roku. Produkcję rozpoczęto latem 1984 roku. Wdrożenie do produkcji kosztowało 10 mln złotych.
W ciągu pierwszego roku wyprodukowano tysiąc kilkaset egzemplarzy. Pomiędzy 1984 a 1986 rokiem, w którym nastąpił koniec produkcji, w Mera-Elzab wyprodukowano 2500 sztuk Meritum. Maksymalna zdolność produkcyjna zakładu wynosiła 4000 sztuk rocznie.
Produkcja odbywała się w jednym pomieszczeniu, gdzie pracowało 5 osób: 2 montażystów i 3 osoby odpowiedzialne za uruchomienie urządzenia. Jeden egzemplarz pochłaniał 20 roboczogodzin.
Komputer stanowił 1% wartości produkcji, a w najlepszym momencie nie więcej niż 3%. W 1985 roku, przy cenie 100 000 złotych, zysk firmy wynosił 6%.
W roku 1986 licencja została sprzedana do zakładów Elwro. Główną przyczyną był brak mocy przerobowych w związku z dużym zamówieniem na terminale z ZSRR. W 1987 r. Zakład Elektroniki Użytkowej i Podzespołów w Płakowicach (oddział Elwro) ogłosił zaprzestanie produkcji Meritum.

### Porównanie z innymi komputerami
Ceny giełdowe z roku 1986 (oprócz ceny Meritum). Średnia płaca w tym roku wynosiła 24 095 PLZ.
|              | Cena PLZ | Premiera | Pamięć KiB | Tryb tekstowy | Tryb graficzny | Dźwięk kanały |
| ------------ | -------- | -------- | ---------- | ------------- | -------------- | ------------- |
| Meritum I    | 103 000  | 1983     | 48         | 64×16         | 128×48         | 1             |
| ZX81         | 35 000   | 1981     | 1+16       | 32×24         | 64×48          | brak          |
| ZX Spectrum  | 120 000  | 1982     | 48         | 32×24         | 256×192        | 1             |
| Atari 800XL  | 95 000   | 1983     | 64         | 40×24         | 320×192        | 4             |
| Commodore 64 | 175 000  | 1982     | 64         | 40×25         | 320×200        | 3             |

### Wartości rozrywkowe
Książka "Mikrokomputer Meritum"; oprócz sterowania poziomem wody w mieszalniku, czy wyliczania całki oznaczonej, proponowała użytkownikom przepisanie i uruchomienie dwóch gier zręcznościowych. Ich wartość rozrywkowa była jednak niska. Możliwe było też przeniesienie na Meritum gier z TRS-80, które oferowały wyższy poziom rozrywki, mimo korzystania jedynie z trybu tekstowego. Były to na przykład: wariacja na temat Snake'a, czy jazda samochodem.

## Specyfikacja
Wszystkie modele bazowały na tej samej architekturze, różniąc się jedynie dodatkowymi interfejsami i zmianami w ROM. Istniało kilka wariantów ROM. Dla użytkownika najbardziej widoczne były zmiany dodające polskie znaki i zmieniony komunikat BASIC MEMORY SIZE na ROZMIAR PAO (inne komunikaty bez zmian).
Producent nigdy nie opublikował szczegółowych informacji o procedurach w pamięci stałej.

### Meritum I

Użycie języka BASIC. Wersja bez przetłumaczonego komunikatu MEMORY SIZE?. Dostępne polskie znaki. Widoczny napis MERA ELZAB-ITM BASIC PC zamiast RADIO SHACK LEVEL II BASIC w TRS-80.

Komputer umieszczony był w jednej obudowie z klawiaturą i wszystkimi łączami o wymiarach 380×250×90 mm. Z zewnątrz przypominał inny produkt Mera-Elzab – klawiaturę MERA 7947. Do zestawu dołączony był zewnętrzny zasilacz wizualnie dopasowany do komputera. Zasilacz dostarczał napięć: +5V/3A, +12V/1A i –5V/0,2A.
Wyposażony był w solidną kontaktronową klawiaturę QWERTY z 55 klawiszami bez bloku numerycznego i przyciskiem RESET. Brak było klawiszy z polskimi znakami. W stosunku do TRS-80 Model I posiadał klawisz Ctrl i klawisz NMI, który pozwalał na przerwanie programu z zachowaniem zawartości pamięci i rejestrów procesora.
Posiadał 17 KiB pamięci RAM w tym 16 KiB pamięci dynamicznej i 1 KiB pamięci statycznej. Istniała też wersja 16 KiB. Na pamięć wideo przeznaczone było osobne 1 KiB statycznej pamięci RAM.
Komputer posiadał 14 KiB ROM. Znajdował się w nim interpreter języka BASIC o rozmiarze 12 KiB. Była to nieznacznie zmodyfikowana kopia ROM z TRS-80 zawierająca BASIC Level II. Tandy użyło licencjonowanej wersji 16k Microsoft BASIC zmniejszonej do 12 KiB. W pozostałych 2 KiB znajdował się program monitora i procedury obsługi portów I/O i przerwań. Monitor był cechą unikatową dla Meritum I (w modelach produkowanych do sierpnia 1985), jako że TRS-80 posiadał tylko 12 KiB ROM w wersji z BASIC Level II, a w Meritum II zastąpiono go procedurami obsługi stacji dysków.
Jako pamięć masową można było podłączyć tylko magnetofon do gniazda DIN. Szybkość transmisji wynosiła 500 baud; transmisja całej pamięci trwała około 4 minut.
Możliwości graficzne były identyczne jak w TRS-80 Model I. Brak trybu graficznego. Dostępny tylko monochromatyczny tryb tekstowy 64×16 lub 32×16 znaków (przełączany z klawiatury). Przy użyciu semigrafiki (64 symbole) możliwa symulacja grafiki rastrowej niskiej rozdzielczości 128×48 pikseli. Generator znaków znajdował się w osobnej pamięci stałej, która umieszczona była w układzie generowania sygnału wideo i nie była dostępna dla procesora. Jedyną możliwością zmiany tablicy znaków było użycie przeprogramowanego układu pamięci. Brak znaków charakterystycznych dla języka polskiego i małych liter (jak w TRS-80 Model I).

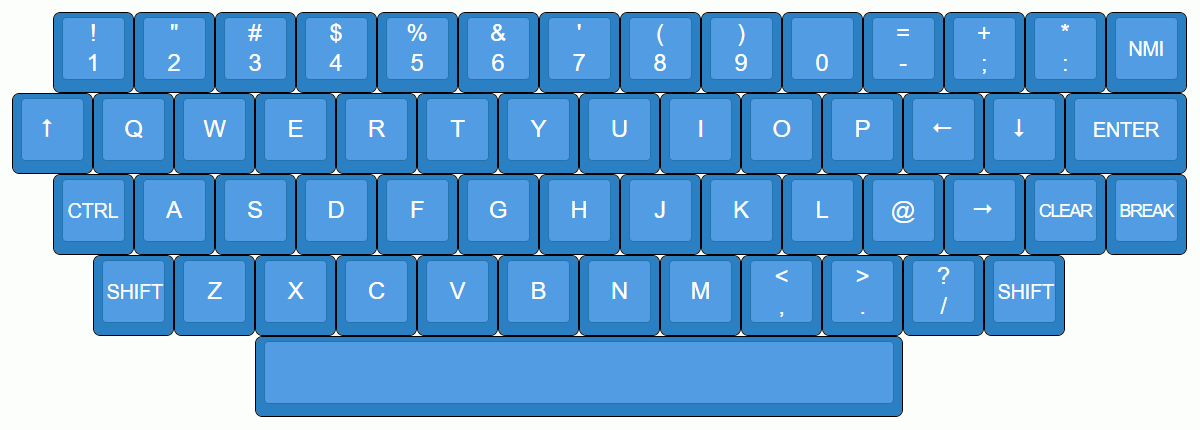
Układ klawiatury Meritum I model 1.

Zintegrowany sygnał wideo wyprowadzony był na kablu na standardowy wtyk DIN, dzięki któremu możliwe było podpięcie monitora (często Neptun 156). Później dodano również sygnał fonii. Z powodu braku wbudowanego modulatora TV nie jest możliwe bezpośrednie podłączenie do telewizora przez gniazdo antenowe. Dostępny był zewnętrzny adapter TV, bazujący na układzie MC1374, pracujący w kanałach 1–6.

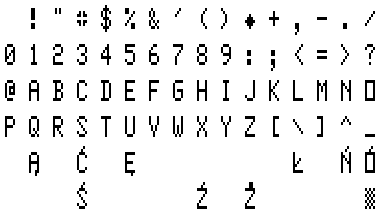
Zestaw znaków w wersji z polskimi literami. Widoczny brak małych liter. Znaki w matrycy 6×12 pikseli.

Meritum umożliwiał generowanie jednokanałowego dźwięku (brak tej opcji w TRS-80). Początkowo przez wbudowany głośnik, później przez sygnał fonii monitora. Funkcjonalność ta nie znajdowała się w oficjalnej dokumentacji.
Dodatkowo komputer posiadał wbudowany sprzętowy układ czasowy Intel 8253 dostarczający 3 sprzętowe liczniki.

#### Porty rozszerzeń
Do podłączania urządzeń peryferyjnych służyły dwa porty: port szeregowy RS-232 i port równoległy. Nie były one kompatybilne z odpowiednikami w module Expansion Interface dla TRS-80 Model I.
Port szeregowy zbudowany był o typowy układ Intel 8251, a właściwie jego odpowiednik produkowany w Polsce MCY7851. Umożliwiał transmisję z szybkością od 75 do 9600 baud.
Port równoległy używał układu MCY7855 – polskiego odpowiednika popularnego Intel 8255. Producent podawał, że komputer wyposażony jest w 3 interfejsy równoległe. W praktyce odnosiło się to do trzech portów, każdy po 8 linii w układzie 8255, które dawały 24 konfigurowalne linie I/O.
Drukarka mogła być podłączona do portu szeregowego (standardowo 1200 bps). Brak programowego wsparcia dla drukarki połączonej do portu równoległego.

#### Modyfikacje
Pod koniec pierwszego roku produkcji komputer nieco zmodyfikowano, dodając obsługę polskich znaków na ekranie, klawiaturę z polskimi znakami i rozszerzono pamięć. Polskie znaki umieszczone były w miejscu małych liter w generatorze znaków, ich wprowadzanie było możliwe z klawiszem ⇧ Shift. Taki sposób implementacji polskich znaków powodował, że wykluczało to możliwość równoczesnej obsługi małych liter.

#### Lista głównych komponentów[3]
| Element | Odpowiednik | Liczba | Opis                                             |
| ------- | ----------- | ------ | ------------------------------------------------ |
| U880D   | Z80         | 1      | Procesor produkcji NRD taktowany zegarem 2,5 MHz |
| K573RF2 | 2716        | 7      | Pamięć EPROM 2 KiB produkowana w ZSRR            |
| K565RU3 | 4116        | 8      | Pamięć dynamiczna RAM produkowana w ZSRR         |
| 2114    |             | 4      | Pamięć statyczna RAM 1 KiB + 1 KiB video RAM     |
| MCY7855 | 8255        | 2      | Uniwersalny układ I/O produkowany w Polsce       |
| MCY7851 | 8251        | 1      | Port szeregowy produkowany w Polsce              |
| 8253    |             | 1      | Układ czasowy                                    |

#### Mapa pamięci[5]
| Początek (hex) | Koniec (hex) | Rozmiar (dec) | Funkcja                                   |
| -------------- | ------------ | ------------- | ----------------------------------------- |
| 0000           | 37FF         | 14336         | Pamięć EPROM. BASIC i dodatkowe procedury |
| 3800           | 3BFF         | 1024          | Pamięć klawiatury.                        |
| 3C00           | 3FFF         | 1024          | Pamięć ekranu.                            |
| 4000           | 7FFF         | 16384         | Pamięć operacyjna dla wersji 16 KiB.      |
| 8000           | BFFF         | 16384         | Dodatkowe 16 KiB w wersji 32 KiB.         |
| C000           | FFFF         | 16384         | Dodatkowe 16 KiB w wersji 48 KiB.         |

#### Adresy portów I/O[3][26]
| Adres (hex) | Układ        | Port | Funkcja                                                                           |
| ----------- | ------------ | ---- | --------------------------------------------------------------------------------- |
| FF          | 74175, 74125 |      | Interfejs magnetofonu.                                                            |
| FE          | 74175        |      | Generowanie dźwięku.                                                              |
| FD          | 8251         | C/S  | Port szeregowy (RS232C).                                                          |
| FC          | 8251         | DATA | Port szeregowy (RS232C).                                                          |
| FB          | 8253         | RS   | Sprzętowy licznik. L2 – generowane NMI L1 – generowanie INT L0 – zegar dla 8251   |
| FA          | 8253         | L2   | Sprzętowy licznik. L2 – generowane NMI L1 – generowanie INT L0 – zegar dla 8251   |
| F9          | 8253         | L1   | Sprzętowy licznik. L2 – generowane NMI L1 – generowanie INT L0 – zegar dla 8251   |
| F8          | 8253         | L0   | Sprzętowy licznik. L2 – generowane NMI L1 – generowanie INT L0 – zegar dla 8251   |
| F7          | 8255         | RS   | Port równoległy (drukarka).                                                       |
| F6          | 8255         | PC   | Port równoległy (drukarka).                                                       |
| F5          | 8255         | PB   | Port równoległy (drukarka).                                                       |
| F4          | 8255         | PA   | Port równoległy (drukarka).                                                       |
| F3          | 8255         | RS   | Port równoległy do obsługi stacji dysków. Tylko w model 2.                        |
| F3          | 8255         | PC   | Port równoległy do obsługi stacji dysków. Tylko w model 2.                        |
| F2          | 8255         | PB   | Port równoległy do obsługi stacji dysków. Tylko w model 2.                        |
| F1          | 8255         | PA   | Port równoległy do obsługi stacji dysków. Tylko w model 2.                        |
| 03          | 8253         | RS   | Planowany sprzętowy licznik do generowania dźwięku. Nie wprowadzony do produkcji. |
| 02          | 8253         | L2   | Planowany sprzętowy licznik do generowania dźwięku. Nie wprowadzony do produkcji. |
| 01          | 8253         | L1   | Planowany sprzętowy licznik do generowania dźwięku. Nie wprowadzony do produkcji. |
| 00          | 8253         | L0   | Planowany sprzętowy licznik do generowania dźwięku. Nie wprowadzony do produkcji. |

### Meritum II

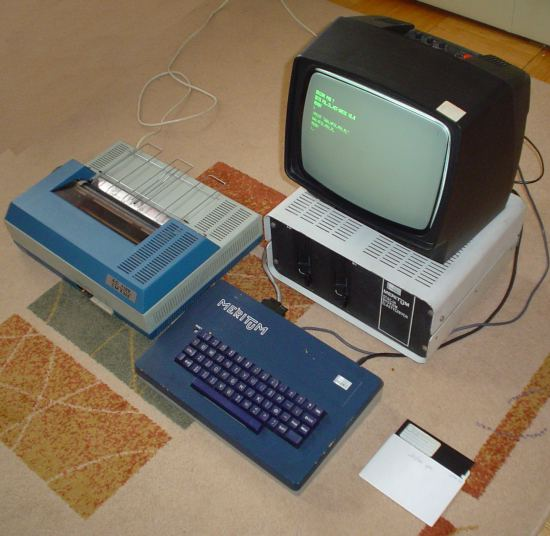
Zestaw Meritum II z monitorem i drukarką.

Meritum II tworzy komputer Meritum I model 2 i zewnętrzna jednostka dysków elastycznych z dwoma napędami 5¼″.

#### Meritum I model 2
Pamięć została rozszerzona do 32 KiB lub 48 KiB. W tym drugim przypadku montowane było 64 KiB, ale adresy pokrywające się z pamięcią stałą są niedostępne.
Dodano drugi uniwersalny układ wejścia/wyjścia 8255 (MCY7855) do podłączenia jednostki dysków.
Na klawiaturze znajdują się symbole polskich znaków, które są również poprawnie wyświetlane. Nadal nie można wyświetlać małych liter, choć w teorii możliwe były alternatywna zestawy znaków jak cyrylica i dodatkowe małe litery.
Planowane było rozszerzenie w postaci dodatkowego układu 8253, który miał służyć za trójkanałowy generator dźwięku (dawałoby to w sumie 4 kanały).

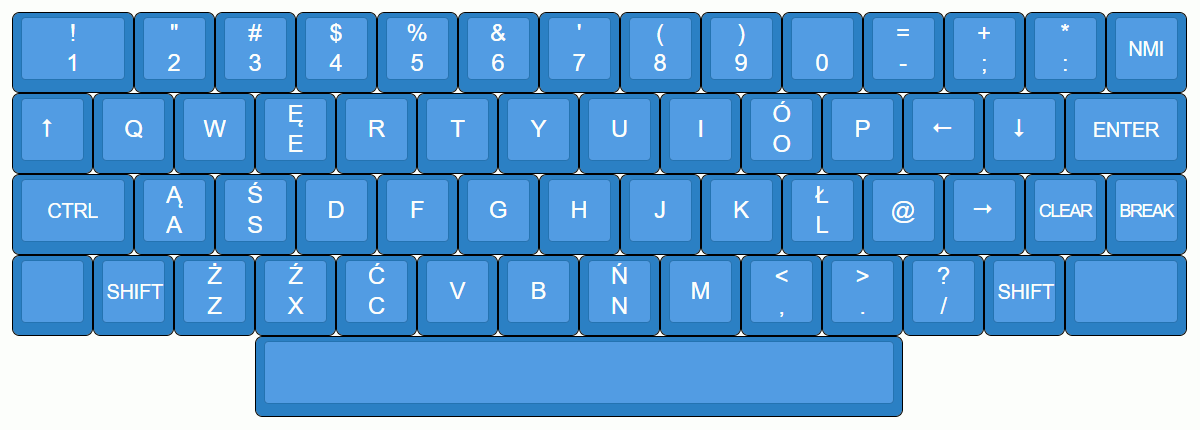
Układ klawiatury Meritum 1 model 2. Polskie znaki uzyskiwano, naciskając klawisz SHIFT z odpowiednią literą łacińską.

W pamięci ROM umieszczono procedury obsługi stacji dysków, spowodowało to usunięcie programu monitora. Ponadto znalazły się w niej procedury obsługi drukarki z interfejsem Centronics. Jej obsługa była aktywowana przez każdorazowe naciśnięcie klawisza P podczas startu systemu.
| Meritum | Meritum | Drukarka | Drukarka |
| ------- | ------- | -------- | -------- |
| Port    | Pin     | Pin      | Sygnał   |
| PC1     | 24      | 1        | STROBE   |
| PB0     | 14      | 2        | DATA 1   |
| PB1     | 15      | 3        | DATA 2   |
| PB2     | 2       | 4        | DATA 3   |
| PB3     | 1       | 5        | DATA 4   |
| PB4     | 16      | 6        | DATA 5   |
| PB5     | 3       | 7        | DATA 6   |
| PB6     | 4       | 8        | DATA 7   |
| PB7     | 17      | 9        | DATA 8   |
| PC2     | 8       | 10       | ACK/     |
| GND     | 13      | 16       | GND      |

Istniała też wersja z 8 KiB ROM. Znajdowały się w niej tylko procedury ładujące automatycznie program z dyskietki przy starcie. Komputer mógł pracować pod kontrolą systemu CP/M 2.2 lub MER-DOS (kompatybilny z TRSDOS 2.3). BASIC wczytywany był z dyskietki.

#### Jednostka dysków elastycznych
Umieszczona w sporych rozmiarów obudowie 360×192×315 mm i wadze 12,5 kg (wraz z zasilaczem dla obu urządzeń).
Jest to osobny specjalizowany komputer bazujący na procesorze Z80 taktowany zegarem 2MHz z 2 KiB EPROM (2716) i 1 KiB RAM (2114).
Jako kontroler dysków użyto układu 8272, który potrafił obsługiwać dyski pojedynczej i podwójnej gęstości.
Wyposażony był w dwa napędy 5¼″ typowo produkcji NRD K5600 (użytkownicy skarżyli się na jakość tych napędów) o pojemności około 100 KiB. Mogły też być używane napędy innych producentów, np. bułgarskie IZOT 5255E. Obsługiwane pojemności dysków to 100 KiB (pojedyncza gęstość) lub 180 KiB podwójnej gęstości.
Z komputerem dostarczana była dyskietka z językiem Disk-BASIC, który był rozszerzeniem standardowego BASICa (podobnie jak TRS-80 Model I).
Do komunikacji z komputerem Meritum wykorzystywany jest układ 8255. Transmisja danych odbywa się z szybkością 250 kbit/s dla dysków podwójnej gęstości lub 125 kbit/s dla pojedynczej gęstości. Komputer i jednostka dysków były połączone 25-żyłowym kablem.

### Meritum III

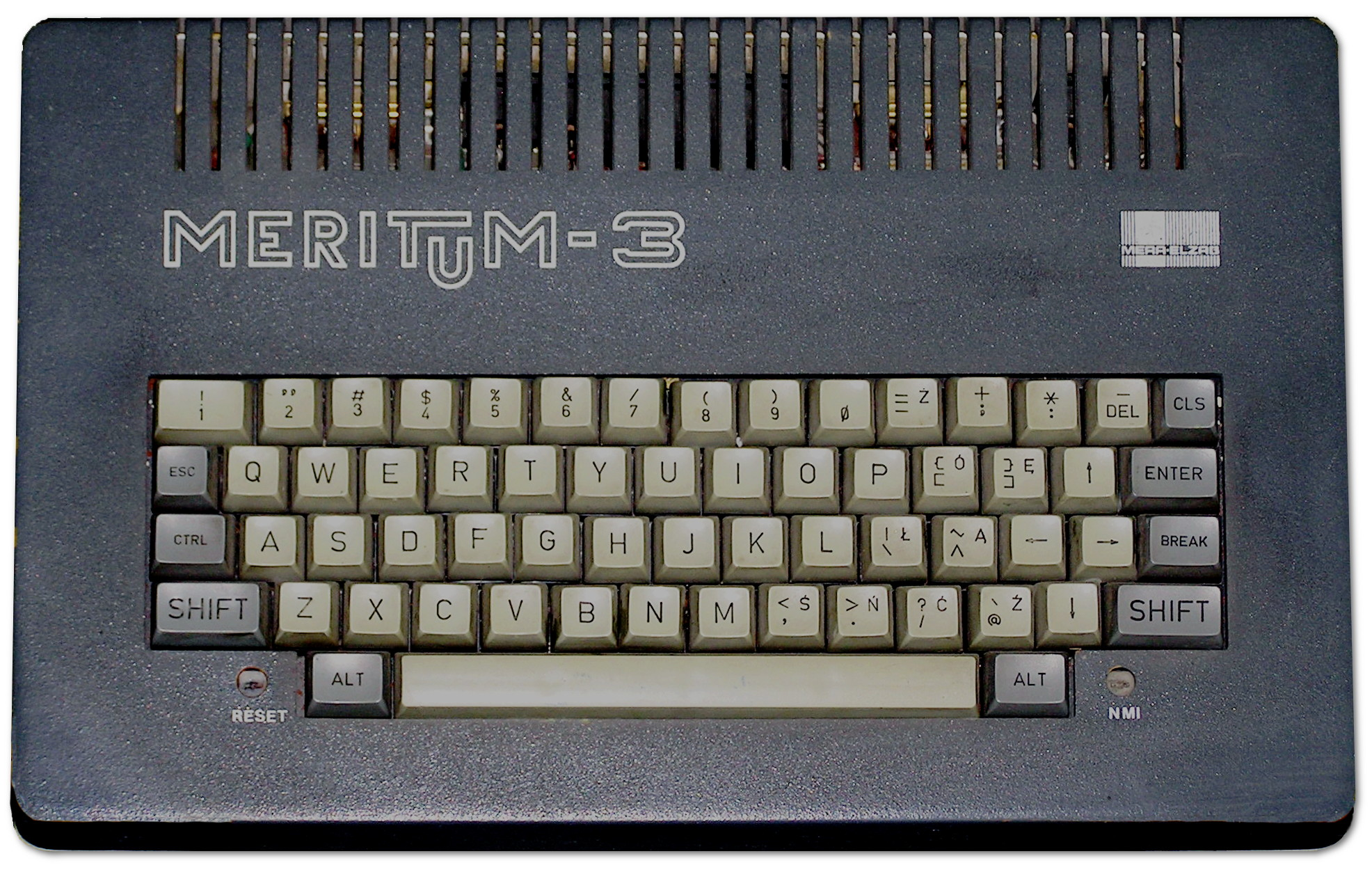
Meritum 3. Widoczny zmieniony układ klawiszy.

Dodano tryb graficzny monochromatyczny w rozdzielczości 512×192 lub kolorowy (4 kolory) 256×192. BASIC został zmodyfikowany – dodano funkcje obsługi nowej grafiki.
Częstotliwość procesora podniesiono do 3,5 MHz.
Komputer wyposażono w dodatkowe interfejsy:
- drugi interfejs szeregowy,
- złącze dla dżojstika DB9,
- złącze RGB dla kolorowego monitora.

Podobnie jak Meritum I model 2 mógł współpracować z jednostką dyskową.

### Wersja sieciowa

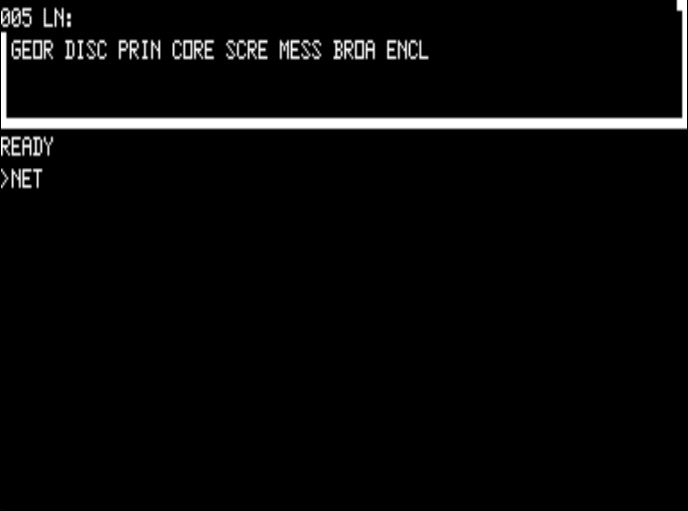
Menu z funkcjami sieciowymi po wykonaniu komendy NET.

W 1985 Mera-Elzab złożyło Ministerstwu Edukacji propozycję dostarczenia zestawu 8 komputerów Meritum połączonych w sieć. Ofertę odrzucono ze względu na cenę. Ostatecznie jako komputer dla szkół wybrano Elwro 800 Junior.
Projekt sieci przeznaczonej do użycia w klasach szkolnych został opracowany przez pracowników Centrum Obliczeniowego Politechniki Śląskiej. W projecie brali udział: J. Burski, K. Wilczek, B. Kempny, E.Kosek, M. Piaskowski, M. Całka i G. Smolik.
Przy projektowaniu sieci przeanalizowano istniejące rozwiązania dla komputerów: Prawec, Thompson, ZX Spectrum i Yamaha MSX (najbliższe sieci Meritum).

#### Elementy składowe sieci
Standardowe komponenty:
- Meritum II z 64 KiB pamięci RAM i stacją dysków,
- Meritum I model 2 z 48 KiB RAM jako terminal,
- drukarka D-100,
- interfejs szeregowy V24 (RS232),
- adaptery do fizycznego podłączenia sieci z komputerem.

Maksymalnie można było podłączyć 20 komputerów. Transmisja odbywała się z szybkością 9600 bps na maksymalną odległość 700 m.

#### Usługi
Sieć oferowała następujące usługi:
- przesyłanie wiadomości lub zawartości ekranu,
- przesyłanie obszaru pamięci,
- przesyłanie danych do drukarki lub plotera,
- odczyt i zapis plików na dyskietkę,
- testowanie sieci.

Do pracy w sieci na maszynach klienckich przystosowano kilka języków programowania: Pascal, C, Logo, Prolog i Basic. Ponadto były dostępne dwie proste bazy danych.
Możliwe było również użycie kompilatorów działających w systemie CP/M 2.2 (Pascal, Fortran, MBasic, CBasic, Forth, Asembler). W takim wypadku kod źródłowy był przesyłany do Meritum II z CP/M, gdzie był kompilowany, a następnie kod wynikowy przesyłany z powrotem do maszyny klienckiej. Każdy komputer klienta miał swój podkatalog w systemie plików CP/M.
Ciekawostką było to, że z sieci klasowej przewidywano dostęp do „otwartej sieci zewnętrznej” lub komputera Odra przy pomocy modemu.
Do sieci można było również podłączyć monitor graficzny o rozdzielczości 514×256 (sam komputer Meritum nie posiadał trybu graficznego). Dostępna była biblioteka graficzna Pascala do współpracy z tym monitorem.
Wersje sieciowe Meritum I posiadały zmodyfikowany ROM. W szczególności dostępna była komenda BASIC NET udostępniająca funkcje sieciowe. Po włączeniu komputer wyświetlał komunikat OETO POL.SL.NET-BASIC-V2.0.

### Zmiany w stosunku do TRS-80
Układ generowania wideo był podobny do tego z TRS-80, z tym że został przystosowany do odświeżania 50 Hz, zamiast standardowego 60 Hz w USA. Jako że komputery nie oferowały kolorowego obrazu, nie było konieczne dostosowanie z amerykańskiego systemu NTSC do SECAM.
Meritum posiadał możliwość generowania dźwięku, którego brak w TRS-80 – najpierw przez wbudowany głośniczek, potem przez wzmacniacz w monitorze. Realizowane było to za pomocą dodatkowego układu 74175.
Interfejs magnetofonu pozostał niezmieniony i oferował te same możliwości co w TRS-80.
Klawiatura wyposażona była w dodatkowe klawisze: Ctrl, NMI, a także dwa nieopisane. W Meritum III pojawiły się ponadto klawisz Esc i dwa Alt.
ROM został rozszerzony o 2 KiB z 12 do 14 KiB. W związku z tym zawartość pamięci PROM, która służyła jako dekoder pamięci, musiała zostać zmieniona.
Pamięć RAM rozpoczynała się pod tym samym adresem 0x4000. Jej rozmiar różnił się podobnie jak w TRS-80 w zależności od wykonania. Od strony programowej nie było różnic.
TRS-80 oprócz interfejsu magnetofonu i wideo nie posiadał żadnych dodatkowych portów rozszerzeń poza szyną systemową. By dodać interfejs równoległy, szeregowy i obsługę stacji dysków, należało podłączyć zewnętrzne urządzenie External Interface.
W Meritum umieszczono dodatkowe układy, których brak było w TRS-80. Były to układy wejścia/wyjścia Intel 8255 (port równoległy) i Intel 8251 (port szeregowy). External Interface używał innych podzespołów, również ich obsługa była inna. W TRS-80 oba interfejsy były dostępne w przestrzeni adresowej pamięci w obszarze pomiędzy końcem 12 KiB ROM a startem pamięci RAM, czyli tam, gdzie w Meritum była dodatkowa pamięć ROM. W Meritum układy te obsługiwane były nie jako pamięć, ale porty wejścia/wyjścia przy użyciu instrukcji IN i OUT. Powodowało to konieczność modyfikacji ROM tak, aby procedury drukowania i wysyłania danych przez port szeregowy używały innych układów.
Ponadto Meritum dysponowało dodatkowym układem czasowym 8253, który służył do generowania przerwania NMI i INT, a także sygnału zegarowego dla układu 8251 (port szeregowy).
Meritum I model 2 posiadał drugi układ 8255 do komunikacji z zewnętrzną stacją dysków. Było to inne rozwiązanie niż to stosowane w TRS-80. Procedury dostępu do stacji dysków musiały być napisane od nowa. Z tego względu zarówno TRSDOS (jak i inne DOSy) oraz system CP/M nie mogły być użyte bez modyfikacji.
Język BASIC oferował te same możliwości w obu komputerach. Zmieniono komunikat TRS-80 z RADIO SHACK LEVEL II BASIC na MERA ELZAB-ITM BASIC PC. Niektóre wersje ROM miały również zmieniony komunikat MEMORY SIZE? na ROZMIAR PAO? (PAO to skrót od pamięć operacyjna). Pozostałe komunikaty i lista słów kluczowych była niezmieniona.

### Kompatybilność z TRS-80
Komputer mógł uruchamiać większość programów napisanych dla TRS-80. W literaturze tematu brak jest jakiejkolwiek dokładnej analizy stopnia zgodności z TRS-80 i liczby działających programów.
Można domniemywać, że wszystkie programy nieodwołujące się bezpośrednio do sprzętu, w tym programy BASIC, powinny działać poprawnie. Układy obsługujące port równoległy i szeregowy, a także sposób obsługi stacji dysków był inny niż w TRS-80 i wymagał innych procedur obsługi. Z pewnością powodowało to problemy w oprogramowaniu korzystających bezpośrednio z peryferiów.
Brak informacji, czy zakłady Mera-Elzab lub PZ ITM licencjonowały zawartość ROM lub inne programy rozpowszechniane z komputerem (kompilatory, systemy operacyjne). Można przypuszczać z dużą dozą prawdopodobieństwa, że zarówno ROM, jak i oprogramowanie były dystrybuowane bez wiedzy oryginalnego producenta i odpowiednich umów licencyjnych. Było to typowe dla tamtego okresu i nie rodziło poważniejszych konsekwencji prawnych lub moralnych.

### Emulacja
Darmowy program MAME obsługuje emulację 3 modeli Meritum:
- Meritum model I,
- Meritum model II,
- Meritum wersja sieciowa.

Do prawidłowego działania wymagane są obrazy ROM Meritum.